# 대한민국의 사회인 야구
대한민국의 사회인 야구는 전문선수가 아닌 대한민국의 성인층(보통 만 18세 이상이며, 선수 경험이 없는 사람)으로 구성된 야구 경기를 가리킨다. 각 지역 사회인 협회가 있고, 각 협회에 따른 리그가 있으며, 협회에 종속되지 않은 독립 리그도 있고, 토너먼트 중심의 사회인 야구 대회도 있다. 하나의 리그엔 여러 팀들이 있는데, 보통 같은 직장이나 학교 출신, 같은 취미나 관심사 모임, 같은 지역 거주자로 팀을 구성하는 경우가 많다.
순수 아마추어인 만큼 선수 출신의 제한이 있는데, 보통 4부리그의 경우는 선수 출신 절대 불가, 3부리그의 경우는 선수 출신 1명 허용, 2부리그의 경우는 선수 출신 2명 허용, 1부리그의 경우는 그 이상을 허용하는 게 일반적이다. 그러나 리그 별로 약간의 차이는 있다. 보통 선수 출신의 경우는 투수로 등판하지 않는 것이 기본 규칙으로 되어있다.
일반적인 리그의 경우 7이닝으로 진행이 되며, 시간 제한이 있거나 (보통 2시간이나 2시간 30분), 콜드게임 (4회에 10점차, 5회에 8점차가 일반적이나 리그별로 차이가 있음)이 적용되기도 한다. 2월말이나 3월초에 시즌이 개막되고 10월경에 리그가 종료되며, 11월에는 플레이오프나 최종 결승전을 가지는 리그가 많다.
사회인 야구 팀수에 비하여 (비공식적 팀까지 합하면 약 20000팀) 야구장 수가 턱없이 부족하여 야구장 섭외에 많은 어려움이 따른다. 교통이 좋거나 시설이 좋은 야구장으로 보유한 리그의 경우 1년에 10~14게임 기준 300만원 이상의 1년 가입비를 요구한다.

## 온라인 시대의 사회인 야구(2020년 대)
위 설명에서 알 수 있듯 야구를 하고자 하는 사회인에 비하여 시설 및 도구들이 매우 열악한 편이다.

### 팀 구성
팀원을 모집하는 것도 팀을 구하는 것도 정형화되어 있지 않아, 사회인 야구인이 모이는 사이트에 방문하여 게시글을 남기는 방식으로 모집하게 된다.
개인의 입장은 크게 즐기는 야구와 승리만을 위한 야구로 나뉘며 보통 이미 구성되어 있는 팀들은 성과를 얻고 싶어하기 때문에 팀과의 마찰로 사회인 야구를 그만 두는 경우도 많다. 

### 필요한 도구(야구장, 기록, 영상)
사회인 야구도 당연히 야구장, 기록, 영상 등이 필요하다. 하지만, 아직 전산화가 되지 않은 규정과 규칙들이 많아 온라인으로 전환이 쉽지는 않다.
협회(리그를 모아둔 단체) 단위에서 사이트를 구성해 개인 및 팀의 기록을 하는 경우가 있다. 하지만, 별도의 기록원을 구해야 하며 야구 기록은 절대 단순히 산정 되지 않기 때문에 나름의 전문 인력을 구하게 된다. 기록원은 한 게임에 4~8만원 정도(2022년 기준)를 지급 받고 기록을 진행한다. 
사회인 야구 특성 상, 개인은 여러 팀에 소속되어 있을 수 있는데, 이 기록들을 통합하지 못하는 경우가 많으며, 2022년 8월 기록을 주관하던 게임원에서 팀 단위 가격 선정으로 개인에게 부담되는 금액이 커져 논란이 된 바 있다.  사회인 야구에서도 실시간 영상이나 기록에 대한 수요는 있으나, 쉽게 제공되지 못하고 있어 선수들로 하여금 불만을 낳고 있다.
야구기록은 다른 스포츠 이상으로 중요한 지표이기 때문에 반드시 필요하다. 이와 관련된 온라인 서비스는 늘고 있기 때문에 울며 겨자 먹기로 불편한 서비스를 이용하는 일은 줄어들 것으로 보인다.
2021년까지는 사회인 야구 관련 기록, 영상, 구장 대여 등을 운영하는 사이트가 많지 않아, 특정 기업이 독과점의 혜택을 누렸다. 
하지만, 2022년 게임원의 과금 방식이 변경되며 이러한 독과점이 야구를 즐기는 것에 방해가 된다고 느낀 협회, 개인, 기업들이 새로운 형태의 서비스를 생산하고 있는 중이다.
일례로 전체 통합은 아니지만, 각 협회별로 운영하는 사이트를 두고 해당 사이트에 기록과 영상을 저장하는 방식이 있다.
스포비와 같이 각 협회가 사이트, 영상, 기록을 직접 운영할 수 있도록 하는 서비스들은 모든 기록 데이터와 영상 등 정보를 직접 확인, 통제할 수 있도록 하는 서비스가 늘어나는 추세이다.
협회가 자체로 운영하는 사이트를 가지고 있다면, 사회인 야구를 즐기기는 개인들은 매우 편리할 수 있다.
타 협회와 불특정 다수가 접속하는 사이트는 불필요한 정보 및 트래픽으로 인한 지연으로 불편을 야기하며, 무엇보다 잘못 기재된 사항에 대한 수정도 쉽지 않다.
즉, 협회나 리그 단위에서 사이트를 운영하는 것은 온라인 상에 필요한 도구들을 직접 통제하기 때문에 일반 커뮤니티나 서비스를 이용하는 것보다 합리적인 것이다. 
또한, 독과점으로 인한 비용 및 시간 등 경제적 손실은 되려 줄어든다. 경제적인 부분도 협회에서 통제할 수 있기 때문이다.
| 협회명                   | 사이트                                                      |
| ------------------------ | ----------------------------------------------------------- |
| 시흥시야구협회           | https://shbaseball.co.kr                                    |
| 서울고운동장운영협동조합 | https://seoulgoleague.co.kr 보관됨 2022-09-27 - 웨이백 머신 |
| 인제군야구소프트볼협회   | https://injebaseball.com/                                   |
| 목포시야구소프트볼협회   | https://mpba.kr                                             |
| 부천아침야구             | https://bcmorning.co.kr/index.hs                            |
| 안동시야구소프트볼협회   | http://andongbaseball.kr                                    |
| 완주군야구소프트볼협회   | https://wanjubaseball.co.kr                                 |
| 우주최강리그             | https://xn--939an81cotb95g.kr                               |
| 풍림무약O2리그           | https://suyeong.co.kr                                       |
| 태백시야구소프트볼협회   | https://tbsa.co.kr/                                         |
| 해남군야구소프트볼협회   | https://hbsa.kr/                                            |

야구장은 무엇보다 중요한데, 한국의 경우, 미국과 같이 park에 작은 야구장조차 보기 힘들어 대형 구장을 대여 해야만 한다. 하지만, 이 역시 팀 단위로도 어렵고 리그나 협회 단위에서 이뤄질 수 있다. 많은 경기를 뛰고 싶어도 다소 불필요한 과정들과 이 과정이 오프라인으로 진행된다는 점에서 아직은 사회인 야구의 편의성이 떨어지는 편이다. 

## 같이 보기
- 대한야구협회